# Bosque (Nuovo Messico)
Bosque è una comunità non incorporata degli Stati Uniti d'America della contea di Valencia nello Stato del Nuovo Messico. Bosque si trova all'incrocio tra la New Mexico State Road 116 e la New Mexico State Road 346, 7,1 miglia (11,4 km) a sud di Belen. Bosque possiede un ufficio postale con ZIP code 87006.